# Montesilvano
Montesilvano é uma comuna italiana da região dos Abruzos, província de Pescara, com cerca de 39.133 habitantes. Estende-se por uma área de 23 km², tendo uma densidade populacional de 1701 hab/km². Faz fronteira com Cappelle sul Tavo, Città Sant'Angelo, Pescara, Spoltore.

## Demografia
| Variação demográfica do município entre 1861 e 2011                               |
|                                                                                   |
| Fonte: Istituto Nazionale di Statistica (ISTAT) - Elaboração gráfica da Wikipedia |